# Mika Alatalo
Mika Antero Alatalo, född 11 juni 1971 i Uleåborg, är en finländsk före detta ishockeyspelare.
Alatalo blev olympisk bronsmedaljör i ishockey vid vinterspelen 1994 i Lillehammer.